# Tennistoernooi van Sydney 2012
|                                             |  |                                        |
| Viktoryja Azarenka, winnares bij de vrouwen |  | Jarkko Nieminen, winnaar bij de mannen |

Het tennistoernooi van Sydney van 2012 werd van 8 tot en met 14 januari 2012 gespeeld op de hardcourt-buitenbanen van het Olympic Park Tennis Centre in de Australische stad Sydney. De officiële naam van het toernooi was Apia International Sydney. Het was de 120e editie van het toernooi.
Het toernooi bestond uit twee delen:
- WTA-toernooi van Sydney 2012, het toernooi voor de vrouwen
- ATP-toernooi van Sydney 2012, het toernooi voor de mannen

ATP-toernooi van Sydney – WTA-toernooi van Sydney

Toernooien sinds 1990:
1990 · 1991 · 1992 · 1993 · 1994 · 1995 · 1996 · 1997 · 1998 · 1999 · 2000 · 2001 · 2002 · 2003 · 2004 · 2005 · 2006 · 2007 · 2008 · 2009 · 2010 · 2011 · 2012 · 2013 · 2014 · 2015 · 2016 · 2017 · 2018 · 2019 · 2020 · 2021 · 2022